# 기초물리학 브레이크스루 상
기초물리학 브레이크스루 상(영어: Breakthrough Prize in Fundamental Physics)은 브레이크스루 상 이사회에서 매년 수여되는 물리학상이다. 2012년에 창설될 당시에는 기초물리학상으로 이름이 되어 있었다.

## 역사 및 특징
2012년에 러시아의 기업가 및 투자가 유리 보리소비치 밀리네르(러시아어: Ю́рий Бори́сович Ми́льнер)가 창설하였으며, 획기적인 기여를 한 이론 물리학자 및 실험 물리학자에게 수여되며 특히 최근의 진보에 대한 기여를 수여 대상으로 하고 있다.
이 상은 2012년부터 매년 수여되고 있는데 상금은 3백만 미국 달러로, 노벨상 상금의 2배에 이른다. 또한 기초물리학 특별상(영어: Special Fundamental Physics Prize)도 수여되는데, 이는 최근의 발견에 한정되지 않으며 상금은 기초물리학 상과 같다. 물리학 프론티어 상은 2년간만 수여되었는데 상금으로 300만 달러를 받으며, 향후 5년 동안은 자동으로 기초물리학 브레이크스루 상 후보가 된다.

## 수상자 목록
아래는 연도별 수상자 (특별상 포함) 목록이다.
| 연도          | 수상자 | 업적 |
| 2012          | 니마 아르카니하메드 | 입자물리학 분야의 대한 독창적인 접근을 한 공로 |
| 2012          | 앨런 구스 | 급팽창 우주론의 발명 및 우주 밀도 요동 생성의 이론에 대한 공헌과, 영원히 급팽창하는 시공간에서 확률을 정의하는 문제에 대한 연구를 한 공로 |
| 2012          | 알렉세이 키타예프 | 에니온 (anyon) 및 짝을 이루지 않은 마요라나 모드를 사용하는 토폴로지 양자 위상을 이용하는 강력한 양자 메모리 및 내결함성 양자 계산을 한 공로 (토폴로지 양자 컴퓨팅) |
| 2012          | 막심 콘체비치 | 호몰로지 거울 대칭과 벽 교차현상과 같은 현대 이론물리학과 수학의 유익한 상호작용을 새로운 차원으로 이끌은 수많은 공헌을 한 공로 |
| 2012          | 안드레이 린데 | 급팽창 우주론의 개발 (예를 들어, 신 급팽창 이론 (new inflation), 영원한 혼돈 급팽창 (eternal chaotic inflation), 급팽창적 다우주론 (inflationary multiverse) 등)과 끈 이론의 새로운 진공 안정화 메커니즘의 개발에 기여한 공로                                                                                      |
| 2012          | 후안 말다세나 | 시공간에서의 중력적 물리와 시공간의 경계에 있는 양자장론을 관계짓는 게이지/중력 대응성의 발견. 이 연구로 블랙홀과 양자역학이 호환된다는 사실을 알 수 있고, 블랙홀 정보 역설을 해결할 수 있게 됨. 또한 이는 강하게 상호작용하는 양자계를 연구하고 고온 핵물질이나 고온 초전도체 등 다양한 문제에 적용할 수 있게 됨. |
| 2012          | 나탄 자이베르그 | 양자장론과 끈 이론의 이해에 대한 중요한 공헌. 초대칭 양자장론의 정확한 해 (자이베르그-위튼 이론)는 그 동역학에서의 새로운 깊은 이해 말고도 물리학과 수학에서 핵심적으로 응용이 됨. |
| 2012          | 아쇼케 센 | 모든 끈 이론은 동일한 기본 이론의 서로 다른 극한이라는 사실을 알게 해준 공로 |
| 2012          | 에드워드 위튼 | 다양한 물리학 주제에 대해 공헌. 대표적으로, '물리학에서의 위상수학적인 기법', '비섭동적 이중성 대칭', '끈 이론을 사용한 입자물리학 모형', '암흑 물질의 검출', '트위스터 끈 이론을 통한 입자 산란 진폭의 계산', '수학에서의 양자장론의 응용'이 있다.                                                                |
| 2013 (특별상) | 스티븐 호킹 | 블랙홀에서의 호킹 복사의 발견 및 양자 중력과 초기 우주의 양자적 성질에 대한 심오한 공헌을 한 공로 |
| 2013 (특별상) | 피터 제니, 파비올라 지아노티 (ATLAS), 미셀 델라 네그랄, 테진더 싱 비르디, 구이도 토넬리, 조 인칸델라 (CMS) 및 린 에반스 (LHC) | 블랙홀에서의 호킹 복사의 발견 및 양자 중력과 초기 우주의 양자적 성질에 대한 심오한 공헌을 한 공로 |
| 2013          | 알렉산드르 폴랴코프 | 등각 장론 붓스트랩 (bootstrap), 자기 홀극, 순간자, 가둠과 풀림 (deconfinement), 비임계 차원에서의 끈 이론의 양자화, 게이지/끈 이론 대응성 등과 같은 양자장론과 끈 이론에서의 수많은 발견을 한 공로 |
| 2014          | 마이클 그린, 존 헨리 슈바르츠                                                                                                 | 양자 중력과 힘들의 통일에 대한 새로운 관점을 제공한 공로 |
| 2015          | 사울 펄무터, 초신성 우주론 프로젝트 구성원; 브라이언 P. 슈미트, 아담 리스, High-Z 초신성 팀 멤버들                            | 입자 물리학의 표준 모델을 훨씬 넘어서는 새로운 지평을 밝힌 중성미자 진동의 근본적인 발견과 탐구를 한 공로 |
| 2016          | 왕이팡, 룩 캄비우, '다야 베이' (Daya Bay) 팀                                                                                  | 우주의 팽창이 오랫동안 생각했던 것처럼 느려지는 것이 아니라 가속되고 있다는 매우 예상치 못한 발견을 한 공로 |
| 2016          | 스즈키 아츠토 및 KamLAND 팀                                                                                                   | 우주의 팽창이 오랫동안 생각했던 것처럼 느려지는 것이 아니라 가속되고 있다는 매우 예상치 못한 발견을 한 공로 |
| 2016          | 아서 B. 맥도널드와 서드베리 중성미자 관측소 팀                                                                                | 우주의 팽창이 오랫동안 생각했던 것처럼 느려지는 것이 아니라 가속되고 있다는 매우 예상치 못한 발견을 한 공로 |
| 2016          | 니시카와 코이치로 및 K2K / T2K 팀                                                                                             | 우주의 팽창이 오랫동안 생각했던 것처럼 느려지는 것이 아니라 가속되고 있다는 매우 예상치 못한 발견을 한 공로 |
| 2016          | 카지타 타카아키, 스즈키 요이치로 및 슈퍼 가미오칸데 팀                                                                        | 우주의 팽창이 오랫동안 생각했던 것처럼 느려지는 것이 아니라 가속되고 있다는 매우 예상치 못한 발견을 한 공로 |
| 2016 (특별상) | 로널드 드레버, 킵 손, 라이너 바이스                                                                                           | 중력파를 관측하여 천문학과 물리학에 새로운 지평을 연 공로 |
| 2017          | 조지프 폴친스키 | 양자장론, 끈 이론, 및 양자 중력에 대한 연구를 한 공로 |
| 2017          | 앤드루 스트로민저, 캄란 바파                                                                                                  | 양자장론, 끈 이론, 및 양자 중력에 대한 연구를 한 공로 |
| 2018          | 찰스 베넷 | 우주의 진화와 은하 형성의 씨앗이 된 요동에 대한 지식을 크게 향상시킨 초기 우주에 대한 자세한 지도를 만든 공로 |
| 2018          | 게리 힌쇼 | 우주의 진화와 은하 형성의 씨앗이 된 요동에 대한 지식을 크게 향상시킨 초기 우주에 대한 자세한 지도를 만든 공로 |
| 2018          | 노먼 야로식, 라이먼 페이지, 데이비드 슈퍼겔, WMAP 과학 팀                                                                     | 우주의 진화와 은하 형성의 씨앗이 된 요동에 대한 지식을 크게 향상시킨 초기 우주에 대한 자세한 지도를 만든 공로 |
| 2018 (특별상) | 조셀린 벨 버넬 | 펄사의 발견에 대한 근본적인 기여와 과학계 일생 동안 고무적인 리더십을 발휘한 공로 |
| 2019          | 찰스 케인, 유진 메일 | 표면에서만 전기를 전도하는 새로운 종류의 물질을 예측하는 물리학의 토폴로지와 대칭에 대한 새로운 아이디어를 제공한 공로 |
| 2019 (특별상) | 세르지오 페라라 | 시공간의 기하학 설명의 일부로 양자변수를 사용하는 초중력의 발명한 공로 |
| 2019 (특별상) | 다니엘 프리드먼 | 시공간의 기하학 설명의 일부로 양자변수를 사용하는 초중력의 발명한 공로 |
| 2019 (특별상) | 피터 판 니우엔후이젠 | 시공간의 기하학 설명의 일부로 양자변수를 사용하는 초중력의 발명한 공로 |
| 2020          | 이벤트 수평 망원경 협업체 | 지구 크기 연합 망원경을 통해 촬영한 초거대질량 블랙홀을 찍은 공로 |
| 2021          | 에릭 아델버거, 옌스 군들라흐, 블레인 헤켈                                                                                     | 암흑 에너지의 특성을 조사하고 암흑 물질과의 결합에 대한 한계를 설정하는, 중력에 대한 우리의 이해를 테스트하는 정밀한 측정을 한 공로 |
| 2021 (특별상) | 스티븐 와인버그 | 입자 물리학, 중력 및 우주론 전반에 걸쳐 폭넓은 영향을 미친 기초 물리학 분야를 연구한 공로 |
| 2022          | 가토리 히데토시 | 자연의 기본 법칙에 대한 정밀한 테스트를 가능하게 하는 광학 격자 시계의 발명 및 개발을 한 공로 |
| 2022          | 준 예 | 자연의 기본 법칙에 대한 정밀한 테스트를 가능하게 하는 광학 격자 시계의 발명 및 개발을 한 공로 |
| 2023          | 찰스 베넷 | 퀀텀 정보 분야에서의 기초적 연구를 한 공로 |
| 2023          | 질 브라사르 | 퀀텀 정보 분야에서의 기초적 연구를 한 공로 |
| 2023          | 데이비드 도이치 | 퀀텀 정보 분야에서의 기초적 연구를 한 공로 |
| 2023          | 피터 쇼어 | 퀀텀 정보 분야에서의 기초적 연구를 한 공로 |

## 물리학의 새로운 지평선 상
유망한 주니어 연구원에게 수여되는 물리학의 새로운 지평선 상 (New Horizons in Physics Prize)는 미화 10만 달러의 상금을 수여한다.
| 연도 | 수상자                           | 업적 |
| 2013 | Niklas Beisert                   | 양자 게이지 이론과 관련된 현 이론을 기술하기 위한 강력한 정확한 방법을 개발한 공로 |
| 2013 | Davide Gaiotto                   | 이중성, 게이지 이론, 기하학에 대한 광범위한 통찰을 한 공로. 특히, 예상치 못한 방식으로 다양한 차원의 이론을 연결하여 연구.                                                            |
| 2013 | Zohar Komargodski                | 4차원 장 이론의 동역학과 슈비머 (Schwimmer)와 함께 "a-정리"에 관하여 증명한 공로. |
| 2014 | Freddy Cachazo                   | 게이지 이론과 중력의 산란 진폭을 뒷받침하는 수많은 구조 발견 |
| 2014 | Shiraz Minwalla                  | 현 이론과 양자장 이론을 연구한 공로. 특히, 유체 역학 방정식과 알베르트 아인슈타인의 일반 상대성 이론 방정식 사이의 관계를 연구.                                                       |
| 2014 | Slava Rychkov                    | 공형장 이론에서 새로운 기술 개발, 3D 및 4D CFT에서 연산자 스펙트럼과 구조 상수를 제한하기 위한 공형 부트스트랩 프로그램을 부활시킨 공로                                               |
| 2015 | Sean Hartnoll                    | 강한 상호작용을 하는 양자 물질에 대한 주목할 만한 새로운 통찰력을 얻기 위해 홀로그램 방법을 적용한 공로                                                                               |
| 2015 | Philip C. Schuster, Natalia Toro | 대형 강입자 충돌기에서 새로운 물리 탐색을 위한 단순 모델을 개척하고, 고강도 전자빔을 사용하여 암흑 영역에 대한 새로운 실험적 탐색을 선도한 공로                                       |
| 2015 | Horacio Casini                   | 양자장론과 양자 중력의 엔트로피에 대한 기본적인 고안을 한 공로 |
| 2015 | Marina Huerta                    | 양자장론과 양자 중력의 엔트로피에 대한 기본적인 고안을 한 공로 |
| 2015 | Shinsei Ryu                      | 양자장론과 양자 중력의 엔트로피에 대한 기본적인 고안을 한 공로 |
| 2015 | Tadashi Takayanagi               | 양자장론과 양자 중력의 엔트로피에 대한 기본적인 고안을 한 공로 |
| 2016 | B. Andrei Bernevig               | 응집물질 물리학, 특히 위상수학을 사용하여 물질의 새로운 상태를 이해하게 한 공로 |
| 2016 | Xiao Liang Fu                    | 응집물질 물리학, 특히 위상수학을 사용하여 물질의 새로운 상태를 이해하게 한 공로 |
| 2016 | Liang Fu                         | 응집물질 물리학, 특히 위상수학을 사용하여 물질의 새로운 상태를 이해하게 한 공로 |
| 2016 | Raphael Flauger                  | 이론 우주론에 대해 연구한 공로 |
| 2016 | Leonardo Senatore                | 이론 우주론에 대해 연구한 공로 |
| 2016 | Yuji Tachikawa                   | 초대칭 양자장론에 대한 심층적이고 통찰력 있는 연구를 수행한 공로 |
| 2017 | Frans Pretorius                  | 이중 블랙홀의 나선 운동과 합병을 시뮬레이션할 수 있는 최초의 컴퓨터 코드를 만들어 최근 중력파 관측 결과를 해석하는 데 중요한 기반을 마련하고 수치 상대성 이론의 새로운 방향을 연 공로 |
| 2017 | Simone Giombi                    | 높은 스핀 중력과 새로운 가용성 장 이론과의 홀로그램적 연결에 대해 연구한 공로 |
| 2017 | Xi Yin                           | 높은 스핀 중력과 새로운 가용성 장 이론과의 홀로그램적 연결에 대해 연구한 공로 |
| 2017 | Asimina Arvanitaki               | 기초 물리학의 광범위한 새로운 실험적 탐색을 개척한 공로 |
| 2017 | Peter W. Graham                  | 기초 물리학의 광범위한 새로운 실험적 탐색을 개척한 공로 |
| 2017 | Surjeet Rajendran                | 기초 물리학의 광범위한 새로운 실험적 탐색을 개척한 공로 |
| 2018 | Christoper Hirata                | 초기 은하 형성의 물리학을 이해하고 정밀 우주론의 가장 강력한 도구를 개발하고 적용하는 데 근본적인 기여를 한 공로                                                                      |
| 2018 | Douglas Stanford                 | 양자 혼돈과 중력과의 관계에 대한 심오하고 새로운 통찰을 한 공로 |
| 2018 | Andrea Young                     | 반데르발스 이종구조의 공동 발명과 이를 통해 발견한 새로운 양자 홀 위상을 발견한 공로                                                                                                  |
| 2019 | Rana Adhikari                    | 현재와 미래의 지상 기반 중력파 감지기에 대한 연구 |
| 2019 | Lisa Barsotti and Matthew Evans  | 현재와 미래의 지상 기반 중력파 감지기에 대한 연구 |
| 2019 | Daniel Harlow                    | 양자 정보, 양자장론, 중력에 대한 기본적인 통찰을 한 공로 |
| 2019 | Daniel L. Jafferis               | 양자 정보, 양자장론, 중력에 대한 기본적인 통찰을 한 공로 |
| 2019 | Aron Wall                        | 양자 정보, 양자장론, 중력에 대한 기본적인 통찰을 한 공로 |
| 2019 | Brian Metzger                    | 중성자별 합병에서 발생하는 전자기 신호를 선구적으로 예측하고, 떠오르는 다중 메신저 천문학 분야를 선도한 공로                                                                          |
| 2020 | Xie Chen                         | 물질의 위상적 상태와 그 상태들 간의 관계를 이해하는 데 통찰력 있는 기여를 한 공로 |
| 2020 | Lukasz Fidkowski                 | 물질의 위상적 상태와 그 상태들 간의 관계를 이해하는 데 통찰력 있는 기여를 한 공로 |
| 2020 | Michael Levin                    | 물질의 위상적 상태와 그 상태들 간의 관계를 이해하는 데 통찰력 있는 기여를 한 공로 |
| 2020 | Max A. Metlitski                 | 물질의 위상적 상태와 그 상태들 간의 관계를 이해하는 데 통찰력 있는 기여를 한 공로 |
| 2020 | Jo Dunkley                       | 천문학 데이터에서 기본적인 물리학 정보를 추출하는 새로운 기술을 개발한 공로 |
| 2020 | Samaya Nissanke                  | 천문학 데이터에서 기본적인 물리학 정보를 추출하는 새로운 기술을 개발한 공로 |
| 2020 | Kendrick Smith                   | 천문학 데이터에서 기본적인 물리학 정보를 추출하는 새로운 기술을 개발한 공로 |
| 2020 | Simon Caron-Huot                 | 양자장론의 이해에 심오한 기여를 한 공로 |
| 2020 | Pedro Vieira                     | 양자장론의 이해에 심오한 기여를 한 공로 |
| 2021 | Tracy Slatyer                    | 암흑 물질 모델부터 페르미 버블 발견까지 입자 천체물리학을 발전시킨 공로 |
| 2021 | Rouven Essig                     | SENSEI 실험과 관련하여 GeV 미만의 암흑 물질 감지 분야를 발전시킨 공로 |
| 2021 | Javier Tiffenberg                | SENSEI 실험과 관련하여 GeV 미만의 암흑 물질 감지 분야를 발전시킨 공로 |
| 2021 | Tomer Volansky                   | SENSEI 실험과 관련하여 GeV 미만의 암흑 물질 감지 분야를 발전시킨 공로 |
| 2021 | Tien-Tien Yu                     | SENSEI 실험과 관련하여 GeV 미만의 암흑 물질 감지 분야를 발전시킨 공로 |
| 2021 | Ahmed Almheiri                   | 블랙홀과 그 복사선의 양자 정보량을 계산한 공로 |
| 2021 | Netta Engelhardt                 | 블랙홀과 그 복사선의 양자 정보량을 계산한 공로 |
| 2021 | Henry Maxfield                   | 블랙홀과 그 복사선의 양자 정보량을 계산한 공로 |
| 2021 | Geoff Penington                  | 블랙홀과 그 복사선의 양자 정보량을 계산한 공로 |
| 2022 | Suchitra Sebastian               | 고온 초전도체와 비전통적 절연체에 대한 우리의 이해를 근본적으로 바꾸어 놓은 고정밀 전자 및 자기 측정을 한 공로                                                                        |
| 2022 | Alessandra Corsi                 | 중력파 근원에 대한 전자기 관측의 기반을 마련하고, 최초로 관찰된 두 중성자별의 충돌로부터 풍부한 정보를 추출하는데 앞장선 공로                                                         |
| 2022 | Gregg Hallinan                   | 중력파 근원에 대한 전자기 관측의 기반을 마련하고, 최초로 관찰된 두 중성자별의 충돌로부터 풍부한 정보를 추출하는데 앞장선 공로                                                         |
| 2022 | Mansi Manoj Kasliwal             | 중력파 근원에 대한 전자기 관측의 기반을 마련하고, 최초로 관찰된 두 중성자별의 충돌로부터 풍부한 정보를 추출하는데 앞장선 공로                                                         |
| 2022 | Raffaella Margutti               | 중력파 근원에 대한 전자기 관측의 기반을 마련하고, 최초로 관찰된 두 중성자별의 충돌로부터 풍부한 정보를 추출하는데 앞장선 공로                                                         |
| 2022 | Dominic Else                     | 시간 결정을 포함한 비평형 양자 물질의 새로운 단계를 공식화한 선구적인 이론적 연구를 한 공로                                                                                           |
| 2022 | Vedika Khemani                   | 시간 결정을 포함한 비평형 양자 물질의 새로운 단계를 공식화한 선구적인 이론적 연구를 한 공로                                                                                           |
| 2022 | Haruki Watanabe                  | 시간 결정을 포함한 비평형 양자 물질의 새로운 단계를 공식화한 선구적인 이론적 연구를 한 공로                                                                                           |
| 2022 | Norman Y. Yao                    | 시간 결정을 포함한 비평형 양자 물질의 새로운 단계를 공식화한 선구적인 이론적 연구를 한 공로                                                                                           |
| 2023 | David Simmons-Duffin             | 정형장 이론을 연구하기 위한 분석적, 수치적 기법을 개발한 공로. 여기에는 액체 증기 임계점과 초유체 상 전이를 설명하는 기법이 포함됨.                                                   |
| 2023 | Anna Grassellino                 | 가속기 물리학에서 양자 장치에 이르기까지 다양한 응용 분야에서 니오븀 초전도 무선 주파수 공동의 성능을 크게 향상시킨 공로                                                              |
| 2023 | Hannes Bernien                   | 양자 정보 과학, 계측학, 분자 물리학에 응용하기 위해 개별 원자의 제어를 실현하는 광학 핀셋 어레이를 개발한 공로                                                                        |
| 2023 | Manuel Endres                    | 양자 정보 과학, 계측학, 분자 물리학에 응용하기 위해 개별 원자의 제어를 실현하는 광학 핀셋 어레이를 개발한 공로                                                                        |
| 2023 | Adam M. Kaufman                  | 양자 정보 과학, 계측학, 분자 물리학에 응용하기 위해 개별 원자의 제어를 실현하는 광학 핀셋 어레이를 개발한 공로                                                                        |
| 2023 | Kang-Kuen Ni                     | 양자 정보 과학, 계측학, 분자 물리학에 응용하기 위해 개별 원자의 제어를 실현하는 광학 핀셋 어레이를 개발한 공로                                                                        |
| 2023 | Hannes Pichler                   | 양자 정보 과학, 계측학, 분자 물리학에 응용하기 위해 개별 원자의 제어를 실현하는 광학 핀셋 어레이를 개발한 공로                                                                        |
| 2023 | Jeff Thompson                    | 양자 정보 과학, 계측학, 분자 물리학에 응용하기 위해 개별 원자의 제어를 실현하는 광학 핀셋 어레이를 개발한 공로                                                                        |

## 트로피

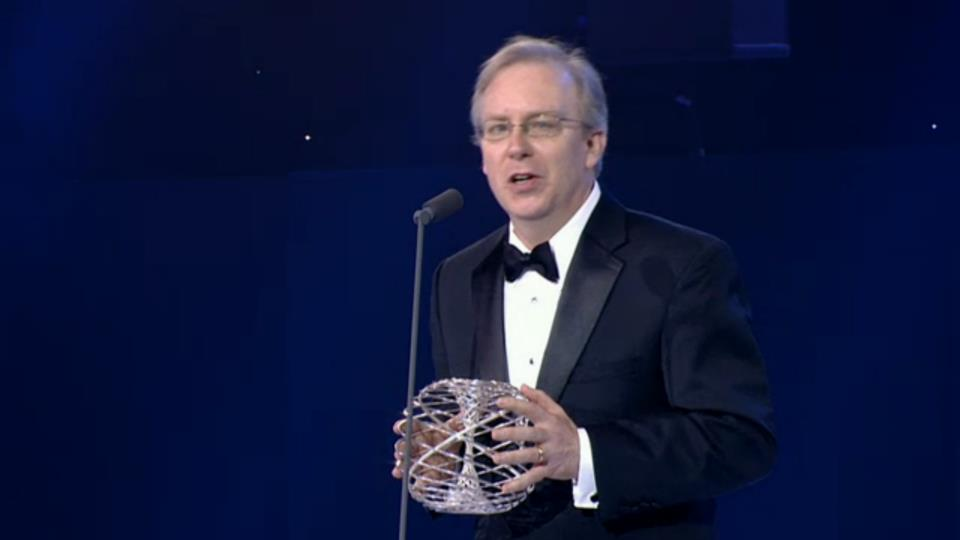
기초물리학상 트로피를 들고 있는 찰스 L. 케인

덴마크-아이슬란드 예술가 올라퍼 엘리아슨이 만든 예술 작품인 기초 물리학상 트로피는 내부에 소용돌이가 휘감긴 은색 구체이다. 형태는 두 세트의 3차원 나선이 서로 얽힌 토로이드 또는 도넛 모양이다. 자연에서 발견되는 이 나선은하들은 동물의 뿔, 앵무조개 껍질, 소용돌이, 심지어 은하와 블랙홀에서도 볼 수 있다.

## 시상식
2013년 수상자의 이름은 2013년 3월 20일 저녁 제네바 국제 콘퍼런스 센터에서 열린 시상식의 절정에서 공개되었다. 이 시상식은 할리우드 배우이며 열정적인 과학 옹호자인 모건 프리만이 진행하였다. 이날 저녁에서는 16명의 저명한 과학자를 포함하는 2013년 수상자를 발표했고 이중에는 스티븐 호킹 및 CERN 과학자들이 포함되었는데 이들은 수십간에 걸쳐서 힉스 입자와 같은 입자를 대형 강입자 충돌기를 이용하여 발견하기 위하여 노력하였다. 사라 브라이트만 및 러시아 피아니스트 데니스 마츠에프가 시상식의 참석자를 위하여 연주하였다.

## 비판
일부에서는 이와 같이 새로운 과학분야의 초대형 상에 대하여 유보적인 입장을 표명하였다.
"무엇이 문제인가? 몇몇 과학자들에 따르면 상당히 많다. 오래된 금언에서도 말하듯이 ,,, 교양을 돈으로 살 수 없듯이, 이 신생 기업가들이 그들의 상금을 이용하여 노벨상의 명성을 살 수는 없다. 과학자들은 이 새로운 상이 그 배후에 있는 사람들을 위한 자기 홍보 활동이라고 말한다. 그들은 동료 검토에 의하여 주도되는 연구의 능력주의를 왜곡할 수 있고, 그들은 동료 검토된 연구의 현상 유지를 강화할 수 있으며, 그들은 동료 검토를 거친 연구에 자금을 지원하지도 않는다. 그들은 고독한 천재의 신화를 영속화하고 있다....
일부 과학자들이 새로운 상과, 그들이 연구에 가져오는 금전적인 지원과, 그 배후에 있는 목표의 지혜에 대해 불평할 수는 있지만 두 가지가 분명해 보인다. 첫째, 대부분의 연구자들은 이런 상을 받는다면 이를 받아들일 것이다. 둘째, 돈과 관심이 다른 곳으로 가는 것보다는 과학에 오는 것이 분명히 좋은 일이다. 하지만 연구의 문화를 비판하고 의문을 제기하는 것은 정당하고, 이것이 바로 연구의 문화이지만, 하지만 상금을 주는 사람의 돈은 그들이 좋아서 하는 것이다. 그러므로 이러한 선물을 감사하며 우아하게 받아들이는 것이 현명하다."
(원문)
"What's not to like? Quite a lot, according to a handful of scientists... You cannot buy class, as the old saying goes, and these upstart entrepreneurs cannot buy their prizes the prestige of the Nobels. The new awards are an exercise in self-promotion for those behind them, say scientists. They could distort the meritocracy of peer-review-led research. They could cement the status quo of peer-reviewed research. They do not fund peer-reviewed research. They perpetuate the myth of the lone genius....
As much as some scientists may grumble about the new awards, the financial doping that they bring to research and the wisdom of the goals behind them, two things seem clear. First, most researchers would accept such a prize if they were offered one. Second, it is surely a good thing that the money and attention come to science rather than go elsewhere. It is fair to criticize and question the mechanism—that is the culture of research, after all—but it is the prize-givers' money to do with as they please. It is wise to accept such gifts with gratitude and grace."

## 같이 보기
- 생명과학 브레이크스루 상
- 수학 브레이크스루 상
- 물리학상 목록